# Босвелл, Седрик
Се́дрик Бо́свелл (англ. Cedric Boswell; род. 21 июля 1969, Детройт, Мичиган) — американский боксёр-профессионал, выступавший в тяжёлой весовой категории.

## Профессиональная карьера
Босвелл дебютировал на ринге в 1994 году, и выходил на ринг с невысокой периодичностью как для новичка. Он нокаутировал в первом бою начинающего боксёра Томи Кларка, который имел в своём послужном списке 2 боя, и оба выигранных.
Через 10 боёв победил непобеждённых Джереми Вудса (2-0), и Маркуса Маклнтайна (14-0) в 1999 году временно ушёл из бокса, и не выходил на ринг почти 3 года.
Он вернулся в 2003 году, нокаутировав Джима Строла (25-1), и должен был провести свой следующий бой против Виталия Кличко. Но Виталию предоставилась возможность сразиться за чемпионский титул WBC с Ленноксом Льюисом, и он отдал предпочтение чемпионскому бою. А Босвелл вышел против другого известного боксёра, Джамиля Макклайна, и проиграл ему техническим нокаутом. После поражения Босвелл планировал завершить профессиональную карьеру, но после перерыва в 2,5 года он вышел на бой с Уоллесом МакДаниэлом, который выиграл.
Последующая за этим безпроигрышная серия из 13 боёв (в том числе победа 18 марта 2011 года над Оливером МакКолом) была прервана 3 декабря 2011 года российским боксёром Александром Поветкиным. После второго поражения Седрик Босвелл больше на ринг не выходил.

### 3 октября2003Джамиль Макклайн—Седрик Босвелл
- Место проведения:  Мандалей Бей Ресорт энд Касино, Лас-Вегас, Невада, США
- Результат: Победа Макклайн техническим нокаутом в 10-м раунде в 10-раундовом бою
- Статус: Рейтинговый бой
- Рефери: Кенни Бейлесс
- Время: 2:07
- Вес: Макклайн 122,00 кг; Босвелл 103,40 кг
- Трансляция: Showtime ShoBox

В октябре 2003 года Джамиль Макклайн вышел на ринг против непобежденного Седрика Босвелла. В начале 10-го раунда Макклайн провел серию хуков с обеих рук после которой Босвелл оказался в нокдауне. Он встал на счет 7. Макклайн бросился его добивать, но Босвелл постоянно вязал его. За минуту до конца раунда рефери Кенни Бейлесс в очередной раз попытался разнять бойцов из клинча, но Босвелл не отпускал противника. Рефери это надоело и он прекратил бой.
В 2006 году он вернулся в бокс, и снова начал побеждать. Нокаутировал на своём пути непобеждённого израильтянина, Романа Гринберга, выиграв известных боксёров Оуэна Бека, Кертсона Мансуэлла, и бывшего чемпиона мира. Оливера Маккола. Имея довольно хороший послужной список, был приглашен на добровольную защиту титула регулярного чемпиона мира WBA с Александром Поветкиным.

### 3 декабря2011 годаАлександр Поветкин—Седрик Босвелл
- Место проведения:  «Хартвалл Арена», Хельсинки, Финляндия
- Результат: Победа Поветкина нокаутом в восьмом раунде двенадцатираундового боя
- Статус: Чемпионский бой за титул регулярного чемпиона WBA (1-я (добровольная) защита Поветкина)
- Рефери:  Джузеппе Квартароне
- Вес: Поветкин — 103,3 кг; Босвелл — 103,8 кг

Бой проходил в неторопливом темпе с небольшим преимуществом Александра, настойчиво преследовавшего 42-летнего претендента, который, в свою очередь, сосредоточился на защите и чаще всего отстреливался только джебом. После экватора боя Поветкин стал действовать более решительно, и у Босвелла сразу обозначились проблемы — от большинства ударов он уходил благодаря работе корпусом, но некоторые тяжелые попадания чемпиона все же приходились в цель. Наконец, в восьмом раунде Витязю удалось зажать Седрика у канатов и провести решающий удар справа, который отправил Босвелла в тяжёлый нокаут.